# Fitzhugh Dodson
Fitzhugh Dodson, né en 1923 à Baltimore et mort le 2 mai 1993 à Long Beach, est un psychologue et auteur américain, spécialiste de l'éducation.

## Biographie
Il a notamment publié en 1970 How to Parent (traduit en français sous le titre Tout se joue avant 6 ans). Selon Dodson, l'enfant a besoin de l'amour parental comme d'une certaine discipline, se prononçant contre l'école permissive de Benjamin Spock.

## Publications
- Tout se joue avant 6 ans. Paris, Robert Laffont, 1972.
- Le père et son enfant Tout homme sera meilleur après avoir lu ce livre, Paris, Robert Laffont, 1975.
- Aimer sans tout permettre, Paris, Robert Laffont, 1979.
- Être grands-parents aujourd'hui, Paris, Robert Laffont, 1982.
- Vivre seule avec un enfant Une mère épanouie, un enfant heureux, Paris, Robert Laffont, 1993.